# Cristina Pacheco
Cristina Romo Hernández (San Felipe, Guanajuato, 13 de septiembre de 1941-Ciudad de México, 21 de diciembre de 2023), conocida como Cristina Pacheco, fue una periodista, escritora y presentadora de televisión mexicana.
De 1978 a 2023 fue conductora del programa Aquí nos tocó vivir, y de 1997 a 2023 de Conversando con Cristina Pacheco, ambos por Canal Once.

## Biografía y carrera
Estudió la carrera de lengua y literaturas hispánicas, en la Facultad de Filosofía y Letras perteneciente a la Universidad Nacional Autónoma de México (UNAM). Inició su carrera en los años sesenta como columnista de los diarios El Popular y Novedades; y como parte del equipo de redacción de la Revista de la Universidad de México, donde conoció al escritor José Emilio Pacheco, con quien contrajo matrimonio en 1965 y procreó dos hijas.
En 1963, colaboró en la revista Sucesos, con el seudónimo de «Juan Ángel Real». Asimismo fue editora de la serie de libros «Contenido» y directora de la revista Familia y La Mujer de Hoy.
Trabajó en empresas periodísticas como El Sol de México (1976-1977); El Día (1977-1985), donde publicó la sección «Cuadrante de la Soledad», y La Jornada, donde redactó una sección dominical titulada «Mar de Historias». En 1977, comenzó a laborar para la revista Siempre!. De 1978 a 1980, fue jefa editorial de la Revista de la Universidad de México. En radio, participó en los programas Voz Pública y Los dueños de la noche por XEQ-AM; en Aquí y ahora por XEW AM; y en Los amos de la noche y Periodismo y algo más por Radio Fórmula. Desde 1977, comenzó a colaborar en Canal Once, donde se desempeñó como comentarista del programa Así fue la semana, y como conductora de De todos modos Juan te llamas, serie semanal de conversaciones con el escritor Juan de la Cabada.
El 10 de mayo de 1978, inició la conducción del programa Aquí nos tocó vivir, enfocado a dar testimonio de las formas de vida y la cultura en México a partir de entrevistas a personas comunes. Desde octubre de 1997, condujo Conversando con Cristina Pacheco, también por Canal Once.

### Muerte
El 1 de diciembre de 2023, al finalizar su programa en vivo Conversando con Cristina Pacheco, anunció su retiro de la vida pública por cuestiones de salud. El día 16 del mismo mes, de forma pregrabada, se transmitió La Joya de la naturaleza, el episodio final de su emisión Aquí nos tocó vivir. Cinco días después, el 21 de diciembre, Pacheco falleció en Ciudad de México a los 82 años de edad, a causa de un cáncer que le había sido detectado hacia menos de un mes, el cual ni ella ni su familia habían revelado públicamente. Su cuerpo fue cremado y Laura Emilia Pacheco, una de sus hijas, reveló que sus cenizas serían llevadas a descansar a «un lugar cálido».

## Obra

### Narrativa
- Para vivir aquí (1983)
- Sopita de Fideo (1984)
- La última noche del tigre (1987)
- Amores y desamores (1996)
- Una sombra en el espejo (1996)
- Los trabajos perdidos (1998)
- Limpios de todo amor (2002)
- El oro del desierto (2005)
- Humo en tus ojos (2010)

### Periodismo
- Orozco, iconografía personal (1983)
- Testimonios y conversaciones (1984)
- Cuarto de azotea (1985)
- Zona de desastre (1986)
- La luz de México: entrevistas con pintores y fotógrafos (1989)
- Oficios de México (1993)
- La rueda de la fortuna (1993)
- Los dueños de la noche (2001)
- Al pie de la letra. Entrevistas con escritores (2001)
- El corazón de la noche (2004)

### Infantiles
- La chistera maravillosa (2000)
- El eucalipto Ponciano (2006)
- La canción del grillo (2006)
- Dos pequeños amigos (2008)
- El pájaro de madera (2008)
- Se vende burro (2009)
- Largo viaje al país de la memoria (2010)
- El sueño de las hormigas (2013)

## Premios y reconocimientos
- Premio Nacional de Periodismo en el año de 1985.[18]
- Premio de la Asociación Nacional de Periodistas 1986.[2]
- El Lince de Oro que otorga la Universidad del Valle de México. (2011; otorgado a ciudadanos que han hecho un bien a la sociedad).[19]
- Premio Rosario Castellanos 2012.[1]
- Premio Bellas Artes de Literatura Inés Arredondo 2022[20]